# 秋田市立上新城小学校
秋田市立上新城小学校（あきたしりつ かみしんじょうしょうがっこう）は、秋田県秋田市上新城にあった公立小学校。学校区は、秋田市北部、おおむね、県道41号線、県道231号線近辺となっていた。 2022年3月で閉校。

## 概要
1874年創設の伝統校。上新城全域を学区としていた。ほとんどの生徒が、秋田市立飯島中学校に進学していた。
- 敷地面積：  14,411m2
- 校舎面積：2,058m2
- 屋内運動場面積：677m2
- 屋外運動場面積:     9,112m2

2022年3月で閉校。秋田市立飯島南小学校に吸収。

## 沿革
以下、注釈の無い項目は学校の公式サイトの情報によるもの。
- 1874年9月15日 - 五十丁小学校創立（梅林寺校舎）
- 1875年3月 - 校舎落成　五十丁大村屋敷207（38坪）
- 1887年12月 - 校舎移転　五十丁大村屋敷22（現在の場所）
- 1930年12月 - 旧校舎改築式 挙行
- 1954年
  - 9月15日 - 創立80周年記念式典挙行。
  - 10月1日 - 秋田市立上新城小学校と改称
- 1968年7月28日 - プール完成（小・中兼用）
- 1974年9月5日 - 創立100周年記念式典挙行。
- 1983年9月29日 - 校舎改築落成記念式典挙行。
- 1985年7月23日 - プール竣工記念式典挙行。
- 1984年10月4日 - 創立110周年記念式典挙行。
- 1994年9月25日 - 創立120周年記念式典挙行。
- 1999年3月26日 - 上水道工事完了。
- 2001年4月 - 文部科学省研究指定校「次世代ITを活用した未来型教育研究開発」
- 2004年10月10日 - 創立130周年記念式典挙行。
- 2014年10月25日 - 創立140周年記念式典挙行。
- 2017年1月20日 - 「ソニー子ども科学教育プログラム」奨励校に選定
- 2022年
  - 3月11日 - 最後の卒業証書授与式及び閉校記念式典挙行[4]。
  - 3月31日 - 閉校[2]

## 校章
- 校章のページを参照。
- 校章の矢は上新城の杉の美林を模したものであり、三つの心（素直さ・元気さ・明るさ）をもった子供になって欲しいという願いが込められている。五十丁から道川、小又、中の各地域へつながっている上新城地区の地理的な特徴と地域全体のまとまりの強さを表したものである。

## スポーツ少年団
- 野球

## 主な進学先
- 秋田市立飯島中学校
  - 秋田市立上新城中学校 (廃校)

## 児童数
| 年度 | 男子 | 女子 | 計 | 備考        | 出典   |
| ---- | ---- | ---- | -- | ----------- | ------ |
| 2000 | 44   | 40   | 84 |             | [ 5 ]  |
| 2001 | 45   | 40   | 85 |             | [ 6 ]  |
| 2002 | 51   | 39   | 90 |             | [ 7 ]  |
| 2003 | 46   | 31   | 77 |             | [ 8 ]  |
| 2004 | 45   | 28   | 73 | 創立120周年 | [ 9 ]  |
| 2005 | 37   | 28   | 65 |             | [ 10 ] |
| 2006 | 37   | 28   | 65 |             | [ 9 ]  |
| 2007 | 24   | 17   | 41 |             | [ 11 ] |
| 2008 | 19   | 20   | 39 |             | [ 12 ] |
| 2009 | 19   | 20   | 39 |             | [ 13 ] |
| 2010 | 15   | 17   | 32 |             | [ 14 ] |
| 2011 | 14   | 17   | 31 |             | [ 15 ] |
| 2012 | 11   | 16   | 27 |             | [ 16 ] |
| 2013 | 11   | 14   | 25 |             | [ 17 ] |
| 2014 | 7    | 10   | 17 | 創立130周年 | [ 18 ] |
| 2015 | 7    | 11   | 18 |             | [ 19 ] |
| 2016 | 8    | 12   | 20 |             | [ 20 ] |
| 2017 | 10   | 11   | 21 |             | [ 21 ] |
| 2018 | 10   | 10   | 20 |             | [ 22 ] |
| 2019 | 11   | 9    | 20 |             | [ 23 ] |
| 2020 | 12   | 8    | 20 |             | [ 24 ] |
| 2021 | 8    | 6    | 14 | 閉校        | [ 25 ] |

## 最寄駅
- 上飯島駅

## アクセス
- キングタクシー 秋田市マイタウン・バス北部線上新城コース　五十丁下車

## 著名出身者
- 佐藤剛士 - （元プロ野球選手、広島東洋カープ所属）

## 学区内周辺

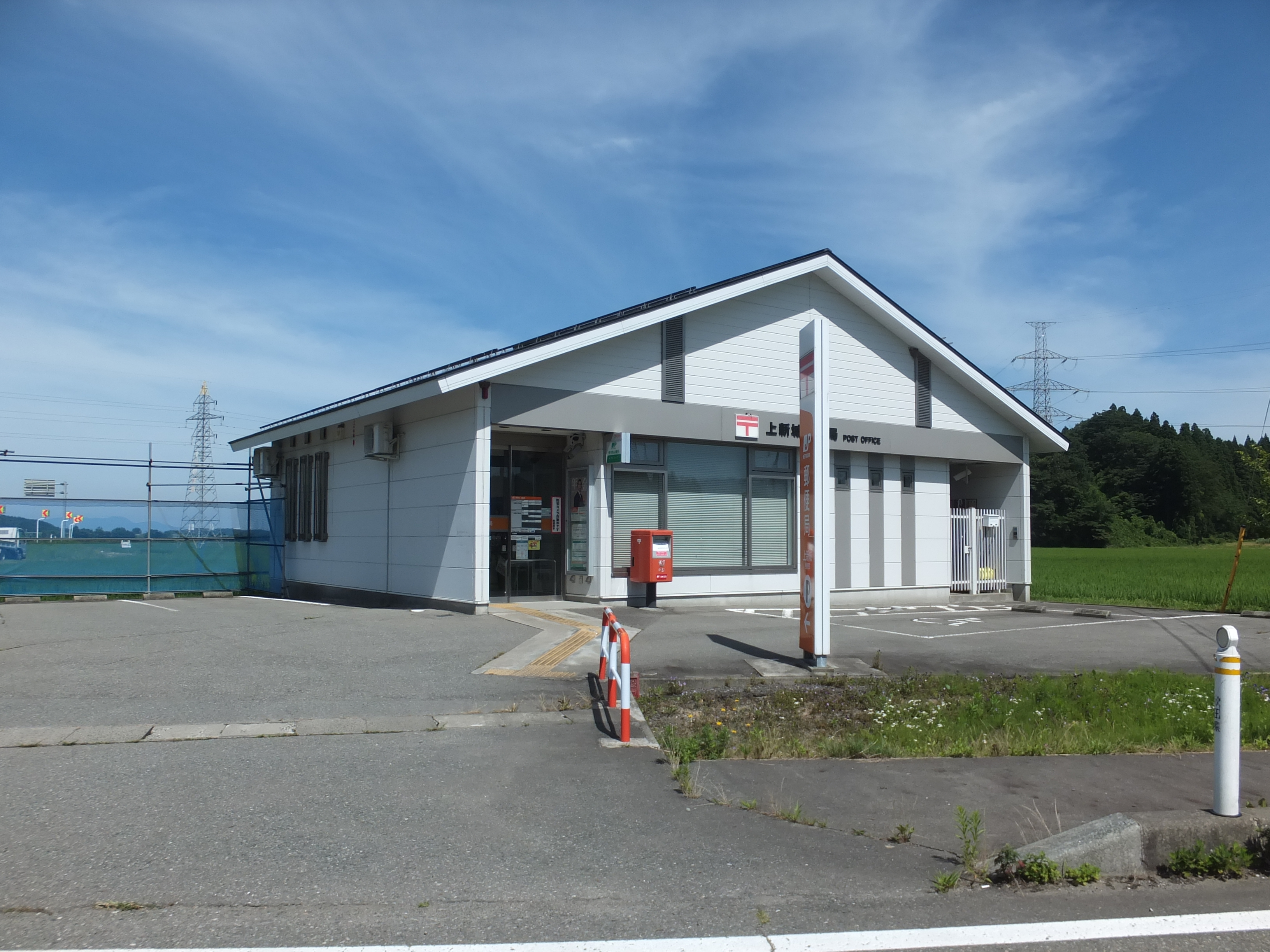
上新城郵便局
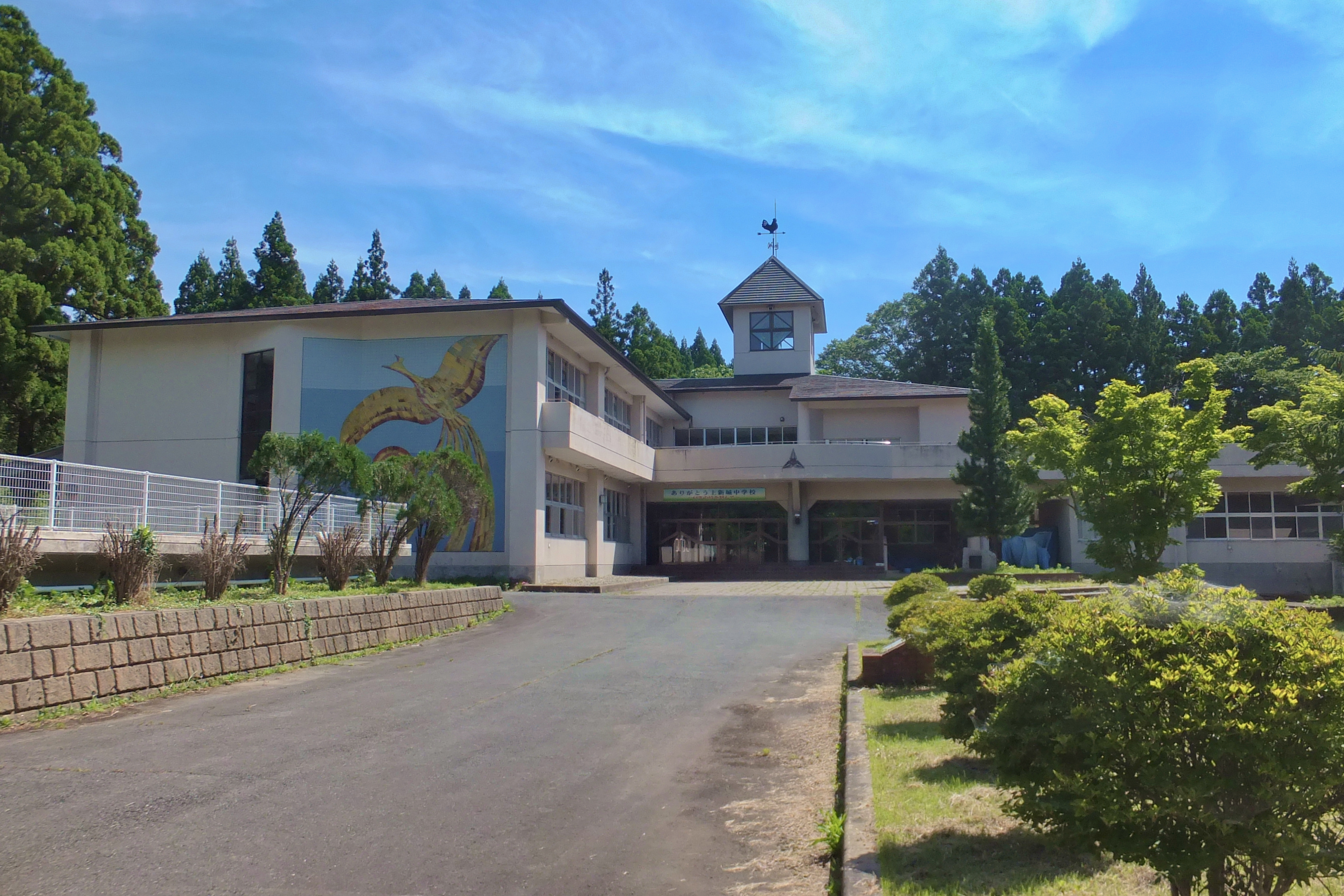
さとぴあ
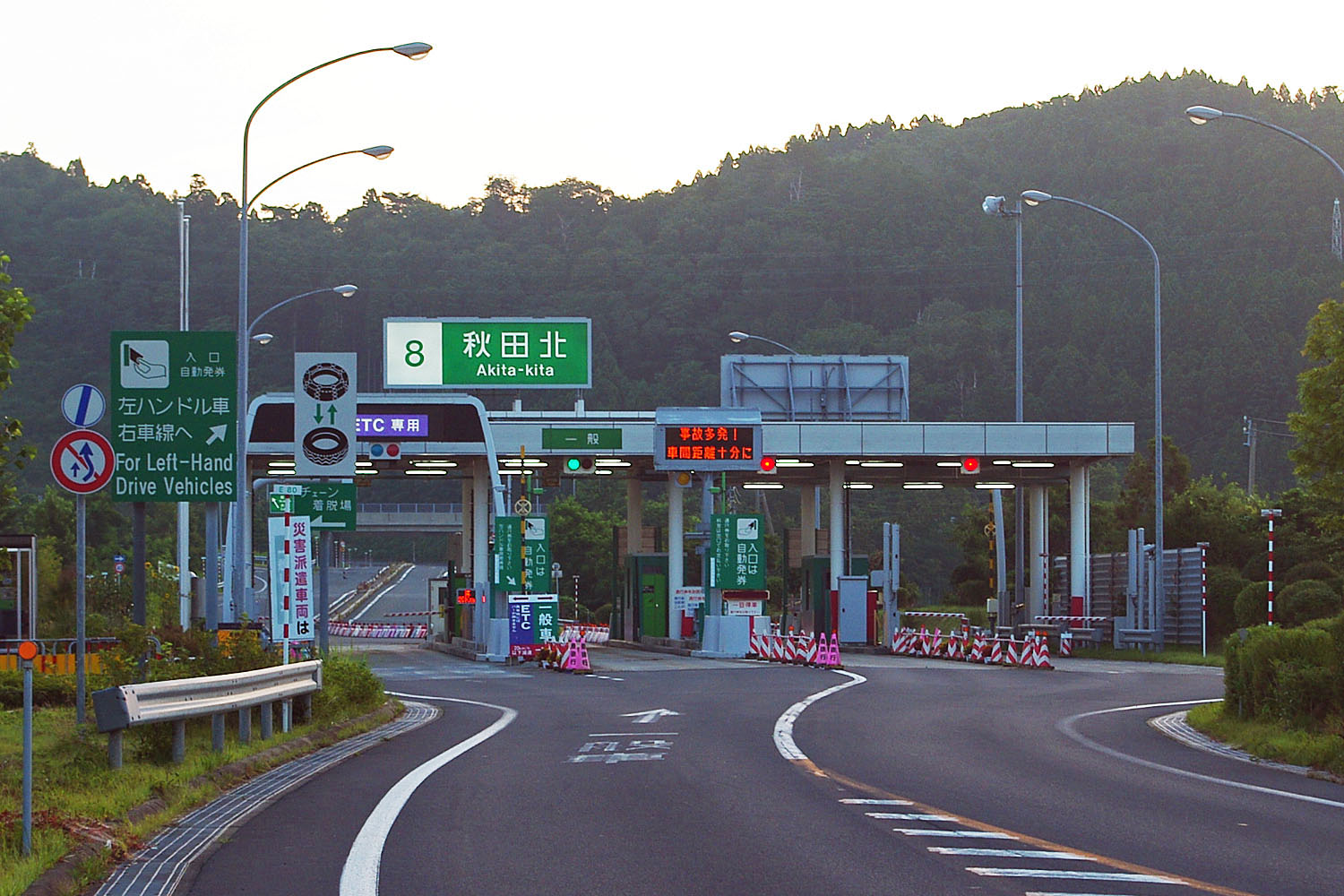
秋田北インターチェンジ